# کهکشان سنگ‌تراش
کهکشان سنگ‌تراش که همچنین با نام کهکشان سکه‌نقره‌ای نیز شناخته می‌شود، یک کهکشان مارپیچی در صورت فلکی سنگتراش است. این کهکشان از نوع کهکشان‌های ستاره‌فشان است؛ به دین معنی که دوران ستاره‌زایی شدیدی را می‌گذراند. عقیده بر این است که یک کهکشان کوتوله غنی از گاز که ۲۰۰ میلیون سال پیش با این کهکشان برخورد کرد عامل شروع دوران ستاره‌زایی کهکشان سنگ‌تراش بوده‌است.
کهکشان سنگ‌تراش پرنورترین و برجسته‌ترین عضو گروه کهکشانی سنگ‌تراش است.

## برای مطالعهٔ بیشتر
- «Why Do Starburst Galaxies 'Burst'?».
- «ALMA sees super stellar nurseries at heart of Sculptor Galaxy».
- «The Sculptor Galaxy (NGC 253)».